# Senden (Peterongan)
Senden is een bestuurslaag in het regentschap Jombang van de provincie Oost-Java, Indonesië. Bij de volkstelling van 2010 telde Senden 2.289 inwoners.